# Лесичарка
Лесичарка е село в Северна България. То се намира в община Габрово, област Габрово.

## География
Лесичарка отстои на еднакво разстояние от град Габрово и град Дряново – 10 километра, на пет километра от историческия Дряновски манастир и на 5 километра от село Боженци. Разстоянията между селцата в района на Лесичарка не са големи, между 1 – 2 км, а най-отдалечените се намират на 5 километра от селото. Селото е с надморска височина 448 метра и площ 23,121 m².
Покрай селото не минава река, но има малко дере от южния му край, което обаче през лятото почти пресъхва. Въпреки това в селото и близките околности има достатъчно извори с питейна вода. Само в селото бликат 10 извора, а на шест от тях са изградени корита и плочи. В по ранни времена селото се е снабдявало с питейна вода от „камъка Чириковец“. След това, когато то се е разраснало, хората са потърсили вода на други места и сами са създали чешми. По известно е „Ильовото кладенче“, което извирало на десния бряг на дерето. Малко по надолу от него се е намирал „Колювия кладенец“, който е един от най-старите извори.

## Климат
Климатът в селото е умереноконтинентален. Той се характеризира със студена зима и много горещо лято, като най-студен е месец януари, а най-топло е през юли. Духат умерени северозападни ветрове с най-голяма скорост през януари и най-малка през юни. Разликата между летни и зимни температури може да достигне до и над 40 °С.

## История
Селище Лесичарка се споменава за първи път в описа на Пири Карамани от Никополския санджак през 1550 г.(XVI век). Махала Лесичарка край село Габрова се споменава в османски документ от 1757 г. Колибите: Смоленца, Лесичарка, Чумаци и Карали се споменават в данъчни тефтери от началото на XIX век, които се съхраняват в РИМ – Габрово. В един от тях са записани селата и махалите от този район във връзка със събирането на данък бирт от 1810 г. По това време данъкоплатците в тези селища са били съответно: за Смоленца – 108 души, за Лесичарка – 90 души, за Чумаци – 129 души. Може да се предположи колко души са живели по това време в селата и колко големи са били те. В този тефтер от турско време се виждат и колибите Смоленца. Това са колиби, които са съществували до средата на XIX век, защото след това време Смоленца вече отсъства от данъчните тефтери. За местонахождението на колибите се предполага само по останките на височината Смоленца. На самия връх, обрасъл с храсти и полски бурени, все още личат зидове, улица и иманярски изкопи. Може да се предположи, че изворът, от които са ползвали вода, е пресъхнал и това е принудило хората да се заселят в Лесичарка и околните колиби.
Историческата съдба на Лесичарските селца е много близка. Скътани в дебрите на Предбалкана, защитени от неприятелски погледи, те не са преживявали и претърпявали сериозни катаклизми, като кържалийски нападения, опожарявания и т.н. По време на Априлското въстание населението е спокойно и въпреки близостта на селото до историческия Дряновски манастир, то не е пострадало.
Около 1855 г. е открито първото килийно училище в селото. То е основано по инициатива на църквата, която поела грижата за училището. Поради липса на стаи за училището, учебните занятия са се провеждали в една стая от къщата на Стоян Гиргинов. Намирало се в приземния етаж в югозападния край на къщата, непосредствено до някогашния дюкян. Учителка е била баба Цанковица – (калугерка). Няма сведения колко деца са се учили в това училище.
По-късно с разрастването на революционната дейност на населението и появата на революционни комитети стари хора разказват, че през селото е минавал Васил Левски воден от Георги Измирлиев, преоблечен като овчарче.
През 1909 година жаждата за знания и просвета накарала по будните жители на селото да основат "Образователно дружество „Свобода“, което поради големия интерес за участие в него прераснало през 1915 г. в народно читалище „Свобода“, което съществува и до наши дни.

## Население
Преброяване на населението през 2011 г.
Численост и дял на етническите групи според преброяването на населението през 2011 г.:
|                     | Численост | Дял (в %) |
| Общо                | 69        | 100,00    |
| Българи             | 67        | 97,10     |
| Турци               | 0         | 0,00      |
| Цигани              | 0         | 0,00      |
| Други               | 0         | 0,00      |
| Не се самоопределят | 0         | 0,00      |
| Неотговорили        | 0         | 0,00      |

## Религия
Село Лесичарка и околните села изповядват източно-православното християнство.
От 1915 година в църковно отношение село Лесичарка е самостоятелна енория със собствен храм. Лесичарска енория се състои от 11 села. Това са: село Велневци; село Кметчетата; село Велковци, което е голямо село със 77 къщи, село Костенковци; село Колишовци, село Стойчовци; село Поповци; село Карали; село Чомаци и махала Гаревци. Храмът на селото се казва „Св. Петка“. Той е построен през 1834 година, а по късно към него е построена самостоятелна камбанария. Няма сведения кои са строителите му и къде отлята първата камбана.

## Обществени институции
Село Лесичарка е кметство в Габровска община. Към Лесичарското кметство влизат селата Велковци, Костенковци, Карали, Иглика, Драгомани, Ряховци и Чумаци. Според преброяването от 2011 година в него живеят 92 души. По-голямата част от жителите на селото са възрастни хора, но има и по-млади, които работят в кметството и здравната служба.

## Личности
- Генерал-майор Тодор Гиргинов – български генерал
- Венко Спасов Венков – оперен певец, тенор
- Стефана Цонева Гиргинова–„Буря“ – българска партизанка

## Галерия
- Кулата на църквата в Лесичарка
- Сградата на църквата
- Чешма-паметник на партизанката Буря